# Cyme (geslacht)
Cyme is een geslacht van beervlinders. De wetenschappelijke naam is voor het eerst geldig gepubliceerd door Felder in 1861.

## Soorten
Het geslacht Cyme omvat de volgende soorten:
- Cyme anaemica (Hampson, 1911)
- Cyme aroa (Bethune-Baker, 1904)
- Cyme asuroides (Rothschild, 1913)
- Cyme basitesselata (Rothschild, 1913)
- Cyme biagi (Bethune-Baker, 1908)
- Cyme citrinopuncta (Rothschild, 1913)
- Cyme coccineotermen (Rothschild, 1913)
- Cyme fasciolata (Rothschild, 1913)
- Cyme laeta Looijenga, 2021
- Cyme miltochristaemorpha (Rothschild, 1913)
- Cyme phryctopa (Meyrick, 1889)
- Cyme pyraula (Meyrick, 1886)
- Cyme pyrrhauloides (Rothschild, 1913)
- Cyme reticulata Felder, 1861
- Cyme sexualis (Felder, 1864)
- Cyme suavis (Pagenstecher, 1886)
- Cyme triangularis (Rothschild, 1916)
- Cyme wandammenensae (Joicey & Talbot, 1916)
- Cyme xantherythra (Hampson, 1900)